# Giraumont, Oise

Giraumont este o comună în departamentul Oise, Franța. În 1 ianuarie 2022 avea o populație de 524 de locuitori.